# Villeneuve-sur-Verberie
Villeneuve-sur-Verberie ist eine französische Gemeinde mit 718 Einwohnern (Stand: 1. Januar 2022) im Département Oise in der Region Hauts-de-France (vor 2016: Picardie). Sie gehört zum Arrondissement Senlis und zum Kanton Pont-Sainte-Maxence. Villeneuve-sur-Verberie gehört zum Gemeindeverband Communauté de communes des Pays d’Oise et d’Halatte. 

## Geographie
Villeneuve-sur-Verberie liegt etwa 20 Kilometer südwestlich von Compiègne und etwa zwölf Kilometer nordöstlich von Senlis. Umgeben wird Villeneuve-sur-Verberie von den Nachbargemeinden Pontpoint im Norden und Nordwesten, Roberval im Norden, Rhuis im Norden und Nordosten, Verberie im Osten und Nordosten, Raray im Südosten, Brasseuse im Süden sowie Villers-Saint-Frambourg-Ognon mit Villers-Saint-Frambourg im Westen und Südwesten.
Durch die Gemeinde führt die Autoroute A1.

## Bevölkerungsentwicklung
| Jahr                      | 1962 | 1968 | 1975 | 1982 | 1990 | 1999 | 2006 | 2013 |
| Einwohner                 | 453  | 435  | 415  | 479  | 555  | 624  | 676  | 657  |
| Quelle: Cassini und INSEE |      |      |      |      |      |      |      |      |

## Sehenswürdigkeiten
- Kirche Saint-Martin in Noël-Saint-Martin, Ende des 11. Jahrhunderts erbaut, Monument historique seit 1895
- Kirche Saint-Barthélemy, 1170/1180 erbaut, Monument historique seit 1921
- Kapelle Sainte-Maxence in Yvillers
- Herrenhaus La Garenne aus dem Jahre 1730

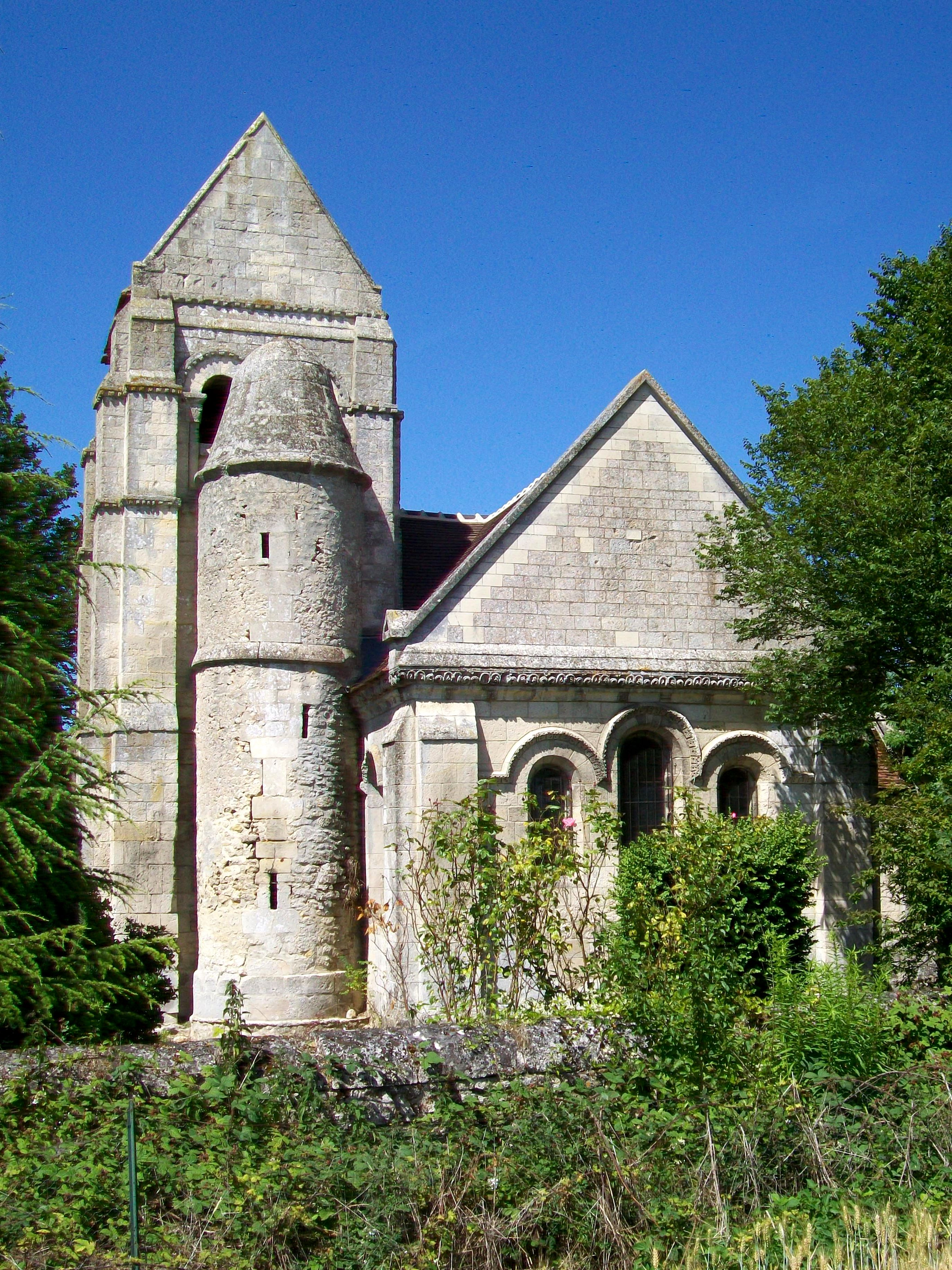
Kirche Saint-Martin
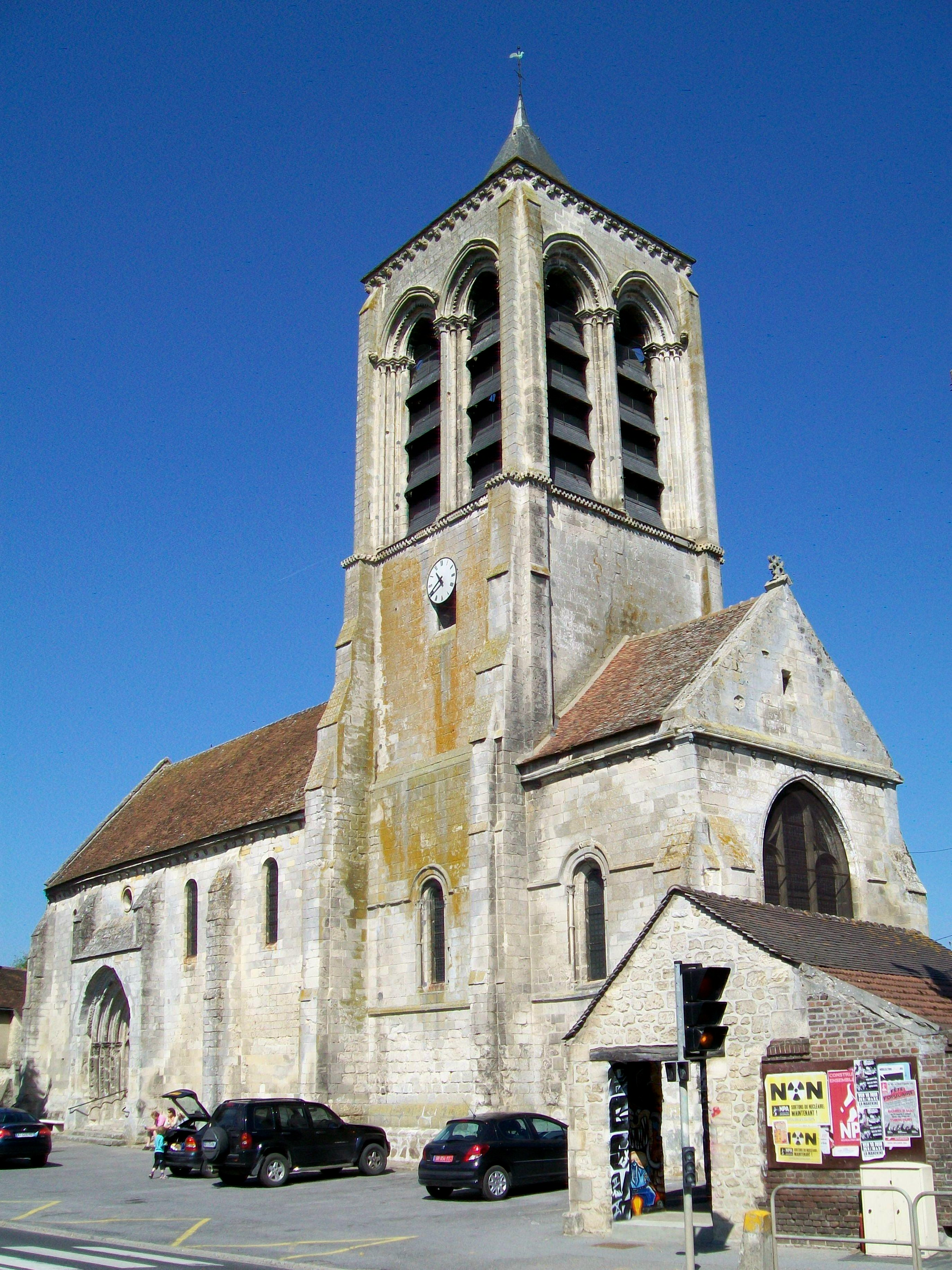
Kirche Saint-Barthélemy
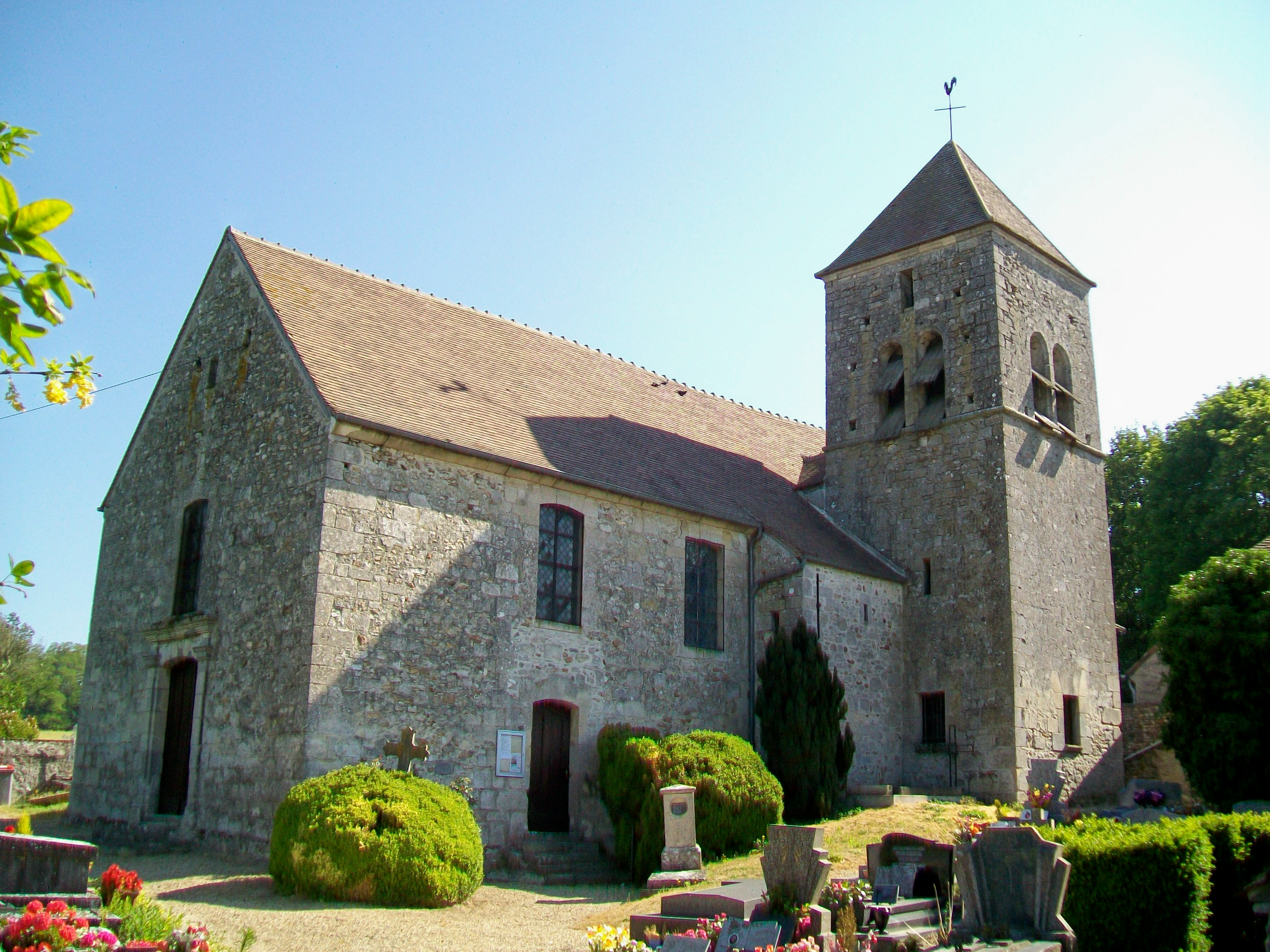
Kapelle Sainte-Maxence

## Persönlichkeiten
- Noëlle Norman (1921–1985), Schauspielerin